# Championnats de France de triathlon 2015
Navigation
Édition précédente Édition suivante
Les championnats de France de triathlon 2015  se sont déroulés à Nice, le dimanche 3 octobre 2015.
Le support était le Grand Prix de triathlon de la F.F.TRI, une compétition internationale sur distance S (sprint), finale du championnat de France des clubs de 1er division. 

## Palmarès

### Homme
|        | Triathlète       | Temps       |
| ------ | ---------------- | ----------- |
| Or     | Pierre Le Corre  | 54 min 27 s |
| Argent | Vincent Luis     | 54 min 47 s |
| Bronze | Tom Richard      | 54 min 53 s |
| 4      | Simon Viain      | 54 min 54 s |
| 5      | David Hauss      | 55 min 16 s |
| 6      | Aurélien Raphaël | 55 min 22 s |

### Femme
|        | Triathlète          | Temps           |
| ------ | ------------------- | --------------- |
| Or     | Emmie Charayron     | 1 h 00 min 27 s |
| Argent | Léonie Périault     | 1 h 00 min 53 s |
| Bronze | Cassandre Beaugrand | 1 h 01 min 05 s |